# Edward Walsh (cyclisme)
Pour les articles homonymes, voir Ed Walsh et Walsh.
Edward "Ed" Walsh (né le 22 novembre 1996 à Halifax) est un coureur cycliste canadien.

## Biographie
Edward Walsh est le fils de Gerard Walsh, ancien cycliste ayant notamment participé aux Jeux olympiques de 1992. 
En 2014, il se distingue en devenant champion du Canada sur route juniors. À partir du 14 août 2017, il devient stagiaire dans l'équipe continentale belge T.Palm-Pôle Continental Wallon.

## Palmarès
- 2014
  -  Champion du Canada sur route juniors
- 2016
  - Riverport Road Race
- 2017
  - 3e du Tour de Flandre-Orientale
- 2018
  -  Champion du Canada sur route espoirs

## Classements mondiaux
| Année                                 | 2016  | 2017  | 2018  | 2019  | 2020 | 2021  |
| ------------------------------------- | ----- | ----- | ----- | ----- | ---- | ----- |
| Classement mondial                    | 2778e | 1844e | 1166e | 2337e | nc   | 2339e |
| UCI America Tour                      | 559e  | nc    | 90e   | 367e  | nc   | 395e  |
| UCI Africa Tour                       | nc    | 143e  | nc    |       |      |       |
|                                       |       |       |       |       |      |       |
| Légende : nc = non classéSource : UCI |       |       |       |       |      |       |